# Sigmund-Thun-szurdok
A Sigmund-Thun-szurdok egy kiránduló hely Kaprun közelében, Salzburg tartományban, Ausztriában. A Hohen Tauern folyó Kapruner Ache patak szeli át 320 méter hosszan. Útja során érdekes sziklaformákat, örvényeket, gödröket alakít ki. Turisták részére kialakított, sziklába vájt pallóút kanyarog a patak felett, látványos vízesések mellett és hatalmas sziklafalak között. Ezek a sziklafalak helyenként a 32 méteres magasságot is elérik. Május végétől, szeptember végéig látogatható.

## Kialakítás
1893-ban, a kapruni turizmus úttörője, Nikolaus Gassner változtatta a szurdokot turisztikai vonzerővé, amikor is deszkákból sétányt épített a sziklák oldalába. A nevét Salzburg akkori kormányzójáról, Sigmund Graf von Thunról kapta. 1934 óta természeti műemlék. 1938-ban a pallók düledezni kezdtek, így az ösvényt lezárták.

## Újjáépítés
1991-ben a szurdok történetén felbuzdulva a VSF Kaprun egyesület elhatározta, hogy újjáépíti a deszkautat. 1992-ben a nyári szezon kezdetén nyitották meg újra. A Sigmund-Thun-szurdok, a Klamm-tó körüli felfedező út, és a kapruni erőműben található információs központ jelentik Kaprun-völgy vonzerejét a természetkedvelők részére.

## Történelem
A késői Würm-glaciálisban, kb. 14000 évvel ezelőtt a Kaprun-völgyet hatalmas gleccserek borították, amelyek arrébb tolták a sziklákat a folyás irányában. Amikor a gleccser megolvadt, egy hegyszorost hagyott maga után a Bürgkogelnél, ami ma a Sigmund-Thun-szurdok. A szurdok keleti felén tornyosuló Bürgkogel hegy védelmet és biztonságot jelentett az első telepesek számára 4000 évvel ezelőtt. Valószínű a bronzkori vörösréz bányászat hatására épült ki az első település. Kr.e 5. századi kelta földsánc maradványai kerültek elő ezen a területen.

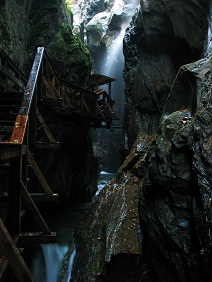
Sigmund-Thun-szurdok, pallóút

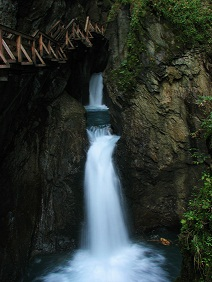
Vízesés a Sigmund-Thun-szurdokban